# بااوج‌خیل
بااوج خیل، روستایی است از توابع شهرستان عباس اباد در استان مازندران ایران.

## جمعیت
این روستا در دهستان لنگارود شرقی قرار دارد و براساس سرشماری مرکز آمار ایران در سال ۱۳۹۵ ، جمعیت آن ۳۴۳ نفر ۸۸ (خانوار) بوده‌است. مردم بااوج خیل از قومیت طبری هستند مردم بااوج خیل به زبان طبری (مازندرانی) سخن می‌گویند.